# Nicrophorus carolinus
Nicrophorus carolinus là một loài bọ cánh cứng trong họ Silphidae được miêu tả bởi Linnaeus in 1771.